# Florvågøyna
Florvågøyna est une île norvégienne dans le comté de Hordaland. Elle appartient administrativement à Florvåg.

## Géographie
Elle s'étend sur environ 1,9 km de longueur pour une largeur approximative de 348 m. Elle est aménagée et habitée. 